# Kayang
Kayang is een bestuurslaag in het regentschap Alor van de provincie Oost-Nusa Tenggara, Indonesië. Kayang telt 688 inwoners (volkstelling 2010).